# Rejzekius bicolor
Rejzekius bicolor é uma espécie de coleóptero da tribo Callidiini (Cerambycinae), com distribuição restrita ao Iêmen.

## Sistemática
- Ordem Coleoptera
  - Subordem Polyphaga
    - Infraordem Cucujiformia
      - Superfamília Chrysomeloidea
        - Família Cerambycidae
          - Subfamília Cerambycinae
            - Tribo Callidiini
              - Gênero Rejzekius
                - R. bicolor (Adlbauer, 2008)